# Guerras anglo-birmanas

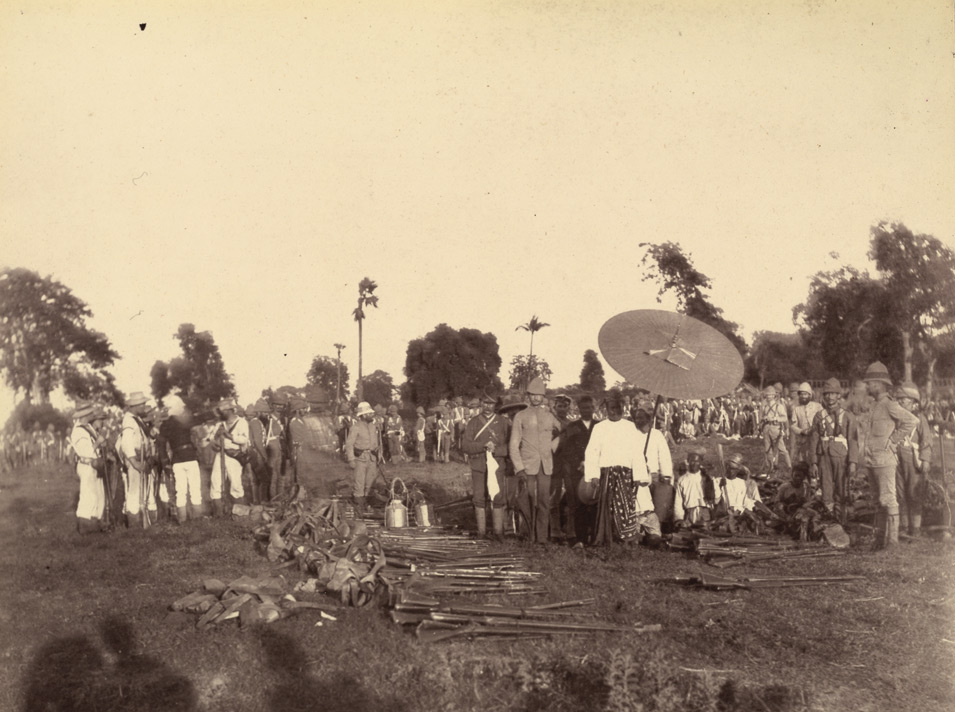
Rendición de las tropas birmanas en 1885 en Ava.

Las guerras anglo-birmanas fueron los tres conflictos bélicos librados entre el Imperio británico y el birmano a lo largo del siglo XIX y que terminaron con la anexión total de Birmania al Imperio británico.

## Antecedentes
Durante el final del siglo XVIII y principios del XIX, los birmanos habían practicado una política de carácter expansionista contra sus vecinos que, finalmente, los puso en conflicto con los británicos de la India.

## Primera guerra
La primera guerra anglo-birmana (1824-1826) terminó con una victoria de la Compañía Británica de las Indias Orientales y Birmania perdió por el Tratado de Yandabo el territorio conquistado previamente en Assam, Manipur y Rakáin.  Los británicos también tomaron posesión de Tenasserim con la intención de utilizarlo como moneda de cambio en futuras negociaciones, ya sea con Birmania o Siam. A medida que avanzaba el siglo, la Compañía de las Indias Orientales británica empezó a codiciar el territorio y los recursos de Birmania durante una época de gran expansión territorial.

## Segunda guerra
En 1852, el Comodoro Lambert fue enviado a Birmania por James Broun-Ramsay, gobernador general de la India, por una serie de problemas menores surgidos en relación con el cumplimiento del tratado de Yandabo. Los birmanos hicieron inmediatas concesiones que incluían la remoción de un gobernador de quien los británicos habían hecho su casus belli. Lambert finalmente provocó un enfrentamiento naval en circunstancias muy cuestionables y así comenzó la segunda guerra anglo-birmano en 1852, que terminó con la anexión británica de la provincia de Pegu, que pasó a llamarse Baja Birmania. La guerra dio lugar a una revolución palaciega en Birmania, con el nombramiento del rey Mindon Min (1853-1878) en sustitución de su hermano el rey Pagan Min (1846-1852).

## Tercera guerra
El rey Mindon Min intentó modernizar el estado birmano y su economía para resistir el acoso británico y estableció una nueva capital en Mandalay, que fortificó. Esto no fue suficiente para detener a los británicos, quienes afirmaron que el hijo y sucesor de Mindon, Thibau, era un tirano, con intención de aliarse con los franceses, que había perdido el control del país, permitiendo el desorden en las fronteras, y que se negaba a cumplir el tratado firmado por su padre. los británicos declararon la guerra una vez más en 1885, conquistando el resto del país en la tercera guerra anglo-birmana de la que resultó la anexión total de Birmania al Imperio británico.